# Miltoniopsis
Miltoniopsis (укр. Мільтоніопсіс) — рід багаторічних епіфітних трав'янистих рослин родини орхідні.
Включає 5-6 видів.
Абревіатура родової назви в аматорському і промисловому квітникарстві — Mps.
Багато представників роду і гібриди з їх участю популярні в кімнатному і оранжерейному квітникарстві, а також представлені в ботанічних садах.

## Етимологія
Відомий англійський ботанік Джон Ліндлі описав рід Мільтонія в 1837 році. Типовим видом була бразильська орхідея Miltonia spectabilis. Рід був названий на честь Вісконта Мільтона (англ. Viscount Milton 1786—1857) — великого мецената садівництва і колекціонера орхідей. Відкриті в наступні роки мільтоніеподобні види, включаючи ті що відносяться в даний час до роду Miltoniopsis, були включені в рід Miltonia.
У 1889 році Александр Годфруа-Лебеф встановив, що колумбійські види мільтоній морфологічно відмінні від видів бразильського походження і виділив їх в самостійний рід Мільтоніопсіс. Грецьке слово opsis – «схожий», подібний" в даному випадку підкреслює схожість з родом Мільтонія.
Деякий час багато ботаніків не визнавали новий рід. Лише в 1976 році ботаніки Леслі Гарай і Данстервілл підтвердили виправданість виділення роду мільтоніопсіс.
Перший внутрішньородовий гібрид Miltonia Bleuana (= Miltoniopsis (Miltonia) vexillaria × Miltoniopsis (Miltonia) roezlii), був зареєстрований в 1889 році. З тих пір було зареєстровано понад 2000 грексів мільноніопсисів (в основному під родовою назвою Miltonia).

## Поширення, особливості
Колумбія, Коста-Рика, Панама, Перу та Еквадор.
Епіфіти в кронах дерев у вологих тропічних лісах на висотах від 213 до 2134 метрів над рівнем моря.

## Описання
Симподіальні рослини середніх розмірів. Псевдобульби щільно розташовані, овальні, довгасті, однолисті (у Мільтоній дволисті), з декількома лускоподібними листям, що покривають підставу псевдобульби.
Суцвіття — 3-10 квіткові. Цвітіння відбувається на визрілих псевдобульбах.
Квітки великі, часто ароматні, за формою нагадують квітки фіалки триколірної. Цвітіння може тривати більше місяця.

## Види
Список видів за даними Королівських ботанічних садів в К'ю[7]:
- Miltoniopsis bismarckii Dodson & D.E.Benn., 1989 — ендемік Перу.
- Miltoniopsis phalaenopsis (Linden & Rchb.f.) Garay & Dunst., 1976 — центральна частина Колумбії.
- Miltoniopsis roezlii (Rchb.f.) God.-Leb., 1889 — північний захід Колумбії та крайній південний захід Панами.
- Miltoniopsis vexillaria (Rchb.f.) God.-Leb., 1889 — Колумбія та Еквадор.
- Miltoniopsis warszewiczii (Rchb.f.) Garay & Dunst., 1976 — Коста-Рика та Панама.
- Miltoniopsis santanaei Garay & Dunst. 1976 — Венесуела, Колумбія и Еквадор.

## Охорона видів, що зникають
Всі види роду мільтоніопсіс входять в Додаток II Конвенції CITES. Мета Конвенції полягає в тому, щоб гарантувати, що Міжнародна торгівля дикими тваринами і рослинами не створює загрози їх виживанню.

## В культурі

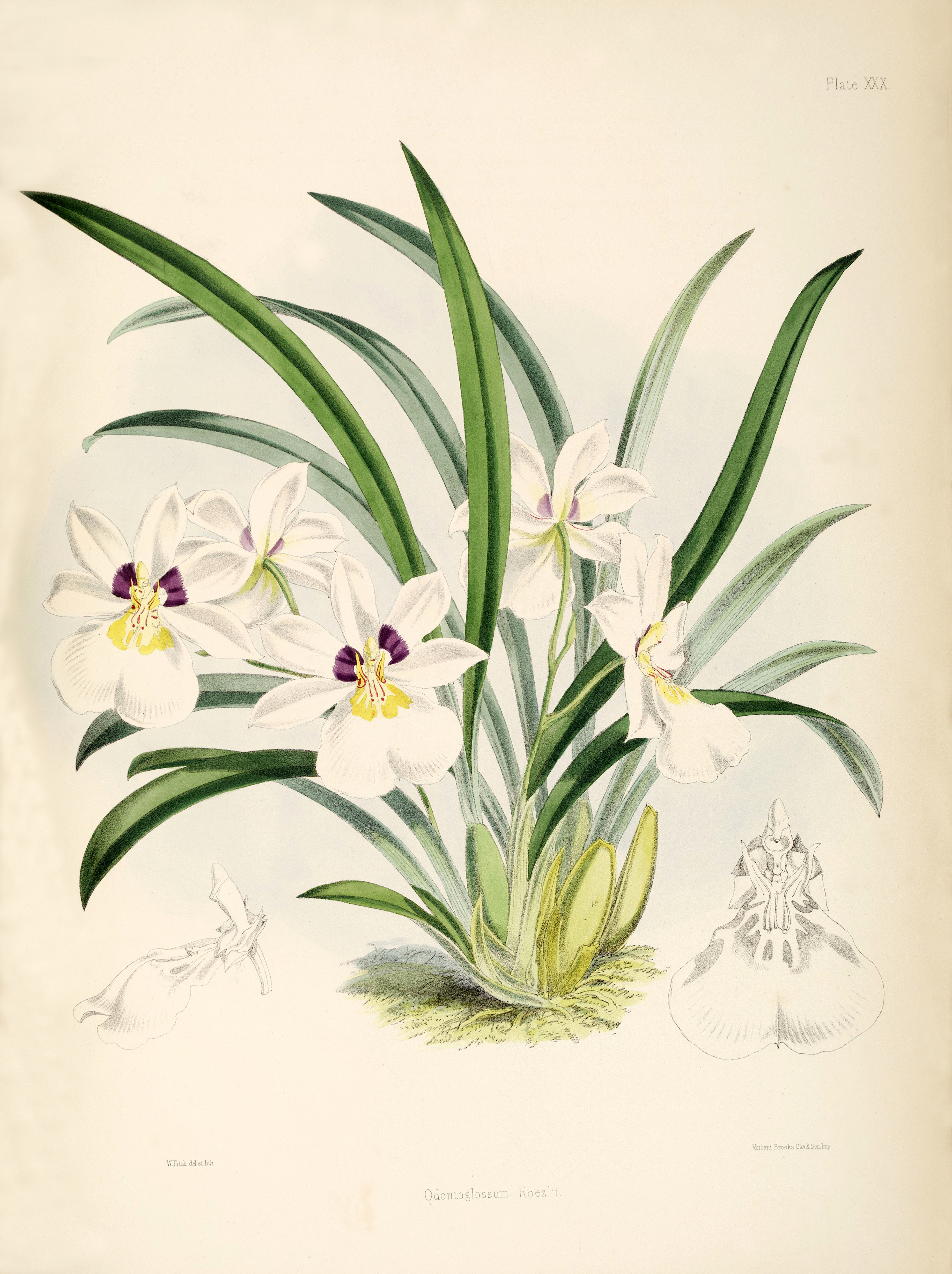
Miltoniopsis roezlii Ботанічна ілюстрація з книги «A Monograph of Odontoglossum», plate 30, 1874 р.

Види і гібриди мільтоніопсісів вважаються важкими в культурі. Незважаючи на свою репутацію, вони досить добре ростуть при дотриманні необхідних умов.
Діапазон температур: 24-26, 5 ºС протягом дня і 15,5 º—17,8 ºС вночі. Рослини можуть адаптуватися і до більш високих нічних температур. Чи не тривалі підвищення температури до 29-32 ºС рослини можуть переносити при наявності тіні, високої вологості і хорошій циркуляції повітря. Молоді мільтоніопсіси вирощують при температурах: 20-21,5 ºС вночі, 24-26,5 ºС вдень.
За інформацією з іншого джерела середні денні температури: 27-29 °C, середні нічні 16-18 °C, при добовому перепаді близько 11 °C.
Світло: 1000—1500 FC, згідно з іншим джерелом 1000—2000 FC. Приблизно таку ж кількість світла вимагають більшість видів Paphiopedilum. Пряме сонячне світло мільтоніопсіси не переносять.
Субстрат повинен бути постійно вологим, але не мокрим, так як коренева система мільтоніопсіс при перезволоженні може піддаватися бактеріальним і грибкових захворювань. При нестачі води, нові листя виростають зморщеними. У період активного росту, 1-2 разв в місяць вносяться спеціальні мінеральні добрива для орхідей або половина дози рекомендованої для кімнатних рослин. Щоб уникнути засолення субстрату пересадка проводиться щорічно. Рекомендований pH субстрату 6,5.
Відносна вологість повітря 70-80 %.
Посадка здійснюється в пластикові або керамічні горщики. В якості субстрату використовуються різні суміші зі шматочків соснової кори, лави, деревного вугілля, сфагнуму і перліту.